# Lidia Fidura
Lidia Fidura (ur. 1 lipca 1990 w Rudzie Śląskiej) – polska pięściarka, brązowa medalistka mistrzostw świata, mistrzostw Europy i igrzysk europejskich, ośmiokrotna mistrzyni Polski.

## Kariera sportowa
Trenowała m.in. karate (ma brązowy pas), a także inne sztuki walki. Od 16 roku życia trenuje boks. 
Na mistrzostwach świata 2022 w Stambule zdobyła brązowy medal ulegając w półfinale Senur Demir z Turcji. Na Mistrzostwach Europy 2018 w Sofii zdobyła brązowy medal w wadze powyżej 81 kg, nie przystępując z powodu kontuzji w pojedynku półfinałowym z późniejszą wicemistrzynią Rosjanką Kristiną Tkaczewą. Wcześniej w ćwierćfinale pokonała Węgierkę Adriennę Juhász.
W 2015 roku na igrzyskach europejskich w Baku zdobyła brązowy medal w wadze do 75 kg. W półfinale przegrała ze Szwedką Anną Laurell.
W 2016 wstąpiła do policji. W lecie 2022 była funkcjonariuszką Wydziału Ruchu Drogowego Komendy Miejskiej Policji w Katowicach w stopniu starszego sierżanta.